# Гурин, Александр Петрович
Алекса́ндр Петро́вич Гу́рин (род. 21 апреля 1968, Кустанайская область) — российский бегун-марафонец. Выступал на профессиональном уровне в 1990-х и 2000-х годах, чемпион России, победитель и призёр ряда крупных международных стартов на шоссе. Мастер спорта России международного класса. Представлял Тольятти, физкультурно-спортивное общество профсоюзов и клуб «Лада».

## Биография
Александр Гурин родился 21 апреля 1968 года в Костанайской области Казахской ССР. Детство провёл в городе Аша Челябинской области, с 1980 года пробовал себя в разных видах спорта: лыжах, лёгкой атлетике, гирях. Проходил подготовку в детско-юношеской спортивной школе у тренера Г. И. Тиунова.
После службы в армии заинтересовался марафонским бегом, тренировался в городе Тольятти Самарской области под руководством Владимира Александровича Матрина, выступал за физкультурно-спортивное общество профсоюзов, Школу высшего спортивного мастерства и клуб «Лада».
Впервые заявил о себе в сезоне 1991 года, когда с результатом 2:19:45 закрыл десятку сильнейших на марафоне в Сочи.
В 1992 году финишировал девятым на Белградском марафоне, превзошёл всех соперников на марафоне в Сен-Дизье.
В 1993 году выиграл марафон «Золотая осень» в Нижневартовске, занял 11-е место на марафоне в люксембургском Эхтернахе. По итогам сезона удостоен почётного звания «Мастер спорта России международного класса».
На Белградском марафоне 1994 года показал 32-й результат.
В 1995 году с личным рекордом 2:15:01 стал вторым на Сибирском международном марафоне в Омске и третьим на Итальянском марафоне в Карпи.
В 1996 году отметился победой на Бермудском марафоне в Гамильтоне, занял 14-е место на Римском марафоне, был седьмым на полумарафоне «Труд — Лужники» в Москве, шестым на полумарафоне в Санкт-Петербурге, одержал победу на открытом чемпионате России по марафону, прошедшем в рамках Московского международного марафона мира.
В 1997 году финишировал вторым и шестым на полумарафонах в Тель-Авиве и Нижнем Новгороде соответственно, четвёртым на открытом чемпионате России по марафону в рамках Московского марафона «Лужники», стал девятым в беге на 10 000 метров на чемпионате России в Туле.
В 1998 году закрыл десятку сильнейших открытого чемпионата России по марафону в рамках Московского марафона «Лужники», в дисциплине 10 000 метров занял 15-е место на чемпионате России в Москве.
В 1999 году пришёл к финишу пятым на Валенсийском марафоне.
В 2000 году был восьмым на Дубайском марафоне, 16-м на Московском марафоне «Лужники».
В 2001 году одержал победу на чемпионате России по горному бегу в Кисловодске, стал пятым на чемпионате России по марафону в Москве, победил на Загребском марафоне.
В 2002 году финишировал 17-м на Сибирском международном марафоне и шестым на Загребском марафоне.
В 2003 году занял 26-е место на марафоне «Белые ночи» в Санкт-Петербурге, 17-е место на чемпионате России по марафону в Уфе.
В 2004 году показал 18-й результат на чемпионате России по марафону в рамках VIII Московского марафона «Лужники».
В 2005 году вновь занял 18-е место на марафоне «Лужники».
В 2006 году отметился победой на экологическом марафоне «Самарская Лука» в Жигулёвске.
В 2007 году стартовал на Роттердамском марафоне, был четвёртым на Скопинском полумарафоне.
В 2008 году стал третьим на экологическом марафоне «Самарская Лука» в Жигулёвске.
В 2018 и 2019 годах стартовал на дистанции 6800 метров в рамках Тольяттинского марафона.